# Lingua slovinza
Lo slovinzo o slovinzio (nome nativo slɵvjĩnsħï ją̃zĕk) era una lingua slava parlata in Pomerania (una regione polacca sul Mar Baltico) entro un'area compresa tra i laghi Gardno e Łebsko. Lo slovinzo si estinse come lingua della propria comunità e venne rimpiazzata dal basso tedesco all'inizio del XX secolo. Ad ogni modo, singole parole ed espressioni sopravvissero fino alla seconda guerra mondiale. A quel tempo rimanevano solo pochi anziani che riuscivano ad intrattenere semplici conversazioni in tale lingua. 
Lo slovinzo è talmente vicino genericamente al casciubo, che ne viene spesso considerato un suo dialetto. Non è chiaro invece se gli slovinzi si dessero questo nome, attribuito loro dallo scienziato russo Aleksandr Hilferding.
Alcuni studiosi ritengono che gli slovinzi si riferissero a sé stessi come "casciubi luterani" e chiamassero la propria lingua casciubo. Ad ogni modo il nome "slovinzo" è prevalso nella letteratura ed è usato anche ufficialmente (ad esempio. Słowiński Park Narodowy - Parco Nazionale Slovinzo nel Voivodato della Pomerania).

## Storia
Si ritiene che gli antenati degli slovinzi abbiano raggiunto la zona del loro stanziamento circa 1500 anni fa, come parte delle tribù slave pomerane. In seguito alla cristianizzazione forzata, la classe governante pomerana occidentale divenne sempre più germanizzata. L'adozione del luteranesimo nel 1525 e nel 1538 recise la maggior parte dei legami con i polacchi e con i casciubi. Inoltre venne stabilito che il tedesco venisse usato come lingua liturgica in Pomerania, al posto della lingua nativa del popolo. 
Il relativo isolamento degli stanziamenti slovinzi dalle città principali ritardò questo processo fino alla fine del XIX secolo. Nel XVI e nel XVII secolo Michał Mostnik (conosciuto anche come Pontanus o Michael Brüggeman) e Szimon Krofej tentarono di introdurre lo slovinzo nella chiesa luterana. Tradussero molte opere religiose in slovinzo e le pubblicarono. Ad ogni modo i loro sforzi non fermarono il lento processo di germanizzazione della popolazione slava in Pomerania.
Dopo l'unificazione della Germania nel 1871, l'ex provincia prussiana della Pomerania divenne parte del nuovo Paese. A questo punto venne scoraggiato l'uso ecclesiastico, educativo ed amministrativo di tutte le lingue all'infuori del tedesco. La lingua slava pomerana entrò in un declino sempre più rapido e venne gradualmente rimpiazzata dal basso tedesco. Lo stesso processo, anche se più lento, coinvolse i casciubi cattolici della Prussia Occidentale. Però i casciubi erano ancora un gruppo etnico in vita quando il trattato di Versailles li pose sotto il governo polacco. L'area slovinza rimase nei confini tedeschi, divenendo parte della Polonia solo dopo la fine della seconda guerra mondiale.
I nuovi arrivati, i polacchi, considerarono gli slovinzi come tedeschi indesiderati. Le proprietà di tutti i cittadini tedeschi vennero requisite dallo stato comunista, a meno che non portassero delle prove della propria naturalizzazione come polacchi. Agli slovinzi non venne concessa l'opzione di richiedere la cittadinanza polacca. Alcuni intellettuali polacchi scrissero lettere di protesta alle autorità comuniste contro tale trattamento degli abitanti della Pomerania, ma non ottennero risultati.
Gli slovinzi richiesero quindi il diritto di emigrare nella Germania occidentale e negli anni ottanta praticamente tutte le famiglie slovinzie si erano trasferite, se non erano già state espulse dall'esercito polacco tra il 1945 ed il 1950.